# علي المدفع
علي المدفع (1 رجب  1356هـ / 6 سبتمبر 1937 - )، ممثل سعودي، وعضو جمعية الثقافة والفنون.

## عن حياته
ولد علي المدفع في محافظة المذنب في منطقة القصيم، وكانت بدايته في السبعينات وكان يقدم بعض العروض المسرحية والمسابقات الثقافية في نادي الهلال، وبعد الانتهاء من عمله في النادي يتجه إلى مبنى التلفزيون السعودي الذي كان في بداياته في ذلك الوقت ليقوم بتأليف وتمثيل بعض الفقرات والقفشات الكوميدية، وأول عمل له عرفه الناس منه هو «الضيف الغريب» في عام 1393 هـ من إعداد وإخراج إبراهيم الحمدان.
بدأ التمثيل في بداية سبعينيات القرن العشرين في برنامجه الإذاعي صور مسموعة، ولا يزال هذا البرنامج يعرض على إذاعة الرياض حتى الآن.
في ديسمبر 2023م ظهر الفنان علي المدفع في إعلان تزامن مع اليوم العالمي للأشخاص ذوي الإعاقة، ثم صرح الفنان فيصل العيسى بأن المدفع فقد بصره منذ عامين.

## فرقته
لديه حاليًا فرقة شعبية باسم «الكتاتيب» وبجانبها ألعاب شعبية مختلفة، ويرأس الفرقة ابنه طارق وأسموها باسم «فرقة طارق للكتاتيب والألعاب الشعبية».

## أعماله الفنية

### المسلسلات
- 1974: فاعل خير - بدور «سليطين».
- 1976: الضيف الغريب.
- 1979: مقالب من الحياة.
- 1979: اللي خذته المدينة.
- 1979: أبو مسامح أيام زمان.
- 1980: موعد مع المجهول.
- 1980: صور إجتماعية.
- 1982: شهر الخير.
- 1985: عودة عصويد.
- 1986: رفاقة درب.
- 1987: سندباد الحارة.
- 1987: حمود ومحيميد (سهرة).
- 1987: الملقوف.
- 1988: بخيل مع مرتبة الشرف.
- 1990: عندما ينقشع الضباب.
- 1990: صعيمر وهباد (سهرة).
- 1990: دردبنا (سهرة).
- 1990: بداية نهاية.
- 1991: راجعنا بكرة (سهرة).
- 1991: حكايات قصيرة.
- 1991: الفارس والعروس.
- 1992: كارت أصفر (ٍسهرة).
- 1992: حلاب الذر.
- 1992: أبو مشعاب.
- 1993: وادي السباع.
- 1993: خمسة في انتداب (ٍسهرة).
- 1993: بعض الناس.
- 1993: أنا وشقيقي (سهرة).
- 1995: لينة.
- 1995: رمضان شهر مبارك.
- 1996: وبالوالدين إحسانا.
- 1997: سر القرية.
- 1997: خط البداية.
- 1997: الحاسة السادسة.
- 1997: أحلام ضائعة.
- 1998: عائلة أبو رويشد.
- 1998: خلف السراب (سهرة).
- 1999: عودة الطيور.
- 1999: شؤون عائلية.
- 1999: العولمة.
- طاش ما طاش - (عدة أجزاء).[6]
- 2000: تحت الصفر.
- 2000: المشهد الأخير.
- 2000: أساطير شعبية.
- 2001: حراج أكاديمي.
- 2002: مطلع النور.[7]
- 2005: دولاب الزمن.
- 2006: خذ وخل.
- 2006 - 2010: غشمشم - (5 أجزاء).
- 2006: أبو شلاخ البرماني.
- 2007: بيني وبينك.
- 37 درجة مئوية.
- 2007: عمشة بنت عماش.
- 2008: يا ناس يا هوه.
- 2008: مزنة أند فاملي.
- 2008: عذاب.
- 2008: جاري يا حمودة.
- 2008: المقطار.
- 2009: صمت الجدران.
- 2009: شرابيك.
- 2009: وراك وراك.
- 2009: أحلام رابح.
- 2010: رحلة المليون.
- 2010: شجون.
- نص كم.
- 2010: سكتم بكتم 1.
- 2010: شوربة وخل.[8]
- 2010: شيكات.
- 2010: وش وشه.
- 2011: سكتم بكتم 2.
- 2011: كتالوج.
- 2011: رن الجرس.
- 2011: ماشي.
- 2012: سواق المعازيب.
- 2012: سكتم بكتم 3.
- 2012: طالع نازل.
- 2012: طيش عيال.
- 2012: نساء من زجاج.[9]
- 2012: شباب البومب 1.
- 2013: سكتم بكتم 4.
- 2013: شباب البومب 2.
- 2014: شباب البومب 3.
- 2015: شباب البومب 4.
- 2016: شباب البومب 5.
- 2016: مستر كاش.
- 2017: شباب البومب 6.
- 2017.  سيلفي 3.
- 2018: شباب البومب 7.
- 2018: بدون فلتر.
- 2019: شباب البومب 8.
- 2020: رحى الأيام.
- 2021: محافظة مسامير.
- 2021: شباب البومب 9.
- 2022: شباب البومب 10.
- 2023: شباب البومب 11.
- 2024: 
شباب البومب 12.
- 2025 شباب البومب 13

### المسرحيات
- 1980: قدر الشراكة - بدور «مساعد».
- 1985: تحت الكراسي.
- 1985: المهابيل.
- 1986: أحلام سلوم.
- 1988: عودة حمود ومحيميد.
- 1989: ولد الديرة.
- درس خصوصي.
- قطار الحظ..
- علية القوم.
- الوطن أغلى.
- شروخ وفروخ.
- شملول في خطر.
- حوش الراعي.
- 2010: استراحة القروية.[10]
- 2019: تسجيل دخول.[11]

### الأفلام
- 1987: حمود ومحيميد.
- أحلام سلوم.
- شرابيك.
- العظم (فيلم)العظم.
- 2016: عطوى.
- راجعنا بكرة.

### الإذاعة
- صور مسموعة.
- بلوتوثات مسموعة.

## التكريم والجوائز
- 2009: تم تكريمه من قبل جمعية الثقافة والفنون في الأحساء.[12]
- 2022: كرمته جمعية المنتجين والموزعين السعوديين.[13]

- 2024: جائزة الإنجاز مدى الحياة في حفل جوائز صناع الترفيه JOY AWARDS لعام 2024م.[14]

## روابط خارجية
- برنامج رموز الفن مع الضيف الفنان علي المدفع

- علي المدفع على موقع IMDb (الإنجليزية)
- علي المدفع على موقع قاعدة بيانات الأفلام العربية